# 국제 인간 연대의 날

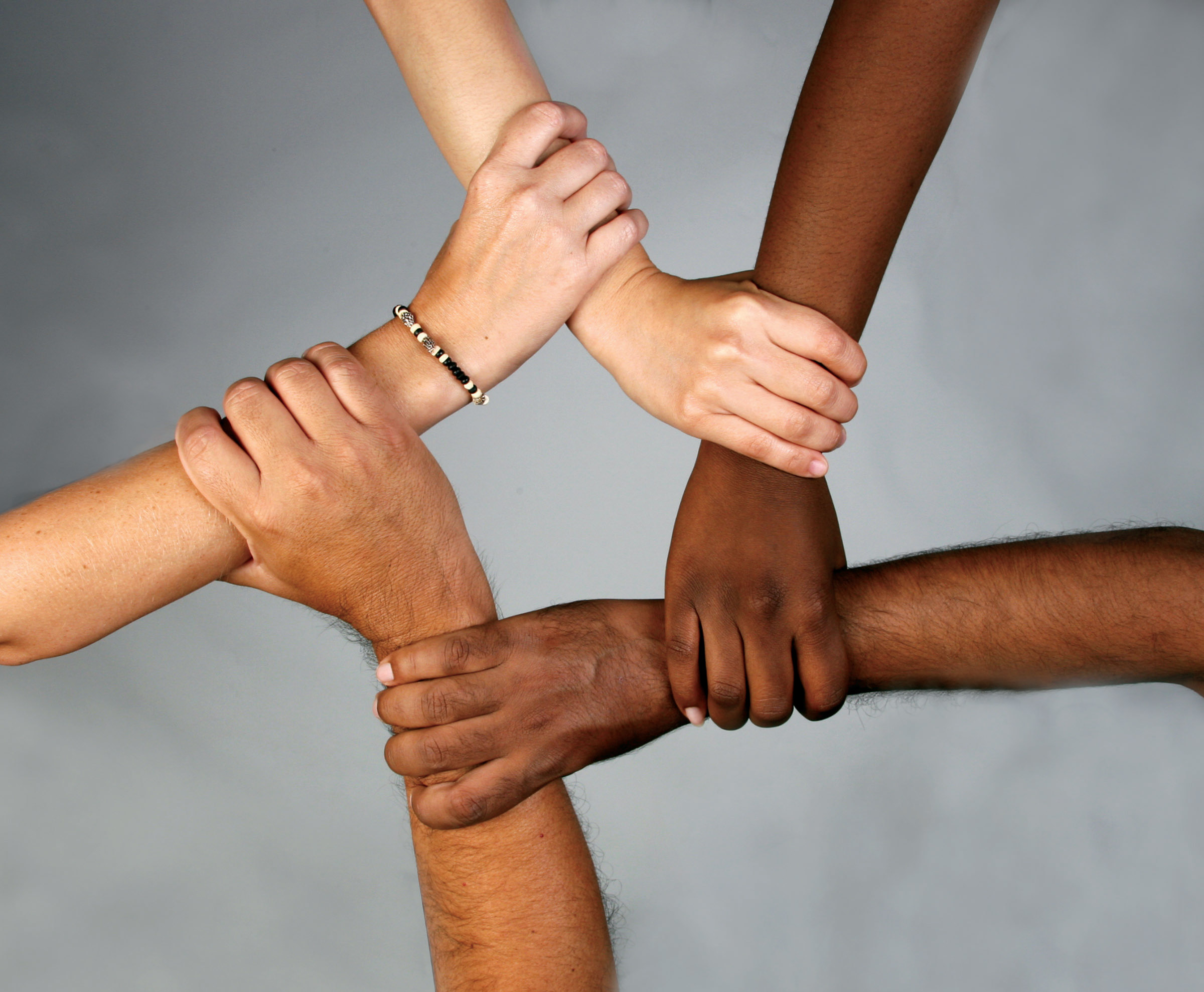
다양한 인종의 단합

국제 인간 연대의 날(International Human Solidarity Day)은 12월 20일에 기념되는 유엔과 그 회원국들의 국제적인 연대의 날이다. 주요 목표는 회원국들에게 세계적인 목표와 빈곤 감소 이니셔티브를 알리고 전 세계 독립 국가들의 빈곤 감소 전략을 수립하고 공유함으로써 연대의 보편적 가치를 인식하는 것이다. 국제 인간 연대의 날은 전 세계 빈곤 퇴치를 위한 목표 달성에 중점을 둔 세계 연대 기금과 유엔 개발 계획이 추진한다. 개인은 교육에 기여하거나 가난하거나 신체적 또는 정신적으로 장애가 있는 사람들을 도움으로써 이날에 참여하거나 기념할 수 있다. 대신 정부는 지속가능 개발 목표를 통해 빈곤 및 기타 사회적 장벽에 대응하도록 권장된다.

## 배경
국제 인간 연대의 날은 회원국과 유엔 간의 외교 관계를 수립함으로써 현대 시대 개인의 민권과 정치적 권리를 결정하는 유엔 밀레니엄 선언에 따라 제정되었다. 이 날은 총회가 2005년 세계 정상 회의 동안 제정되었으며 2005년 12월 22일 결의안 60/209에 따라 공식적으로 제정되었는데, 이 결의안은 연대를 근본적이고 보편적인 가치로 인정했다.
유엔에 따르면, 국제 인간 연대의 날은 다음과 같다.
- 다양성 속의 단결을 기념하는 날
- 정부가 국제 협약에 대한 약속을 존중하도록 상기시키는 날
- 연대의 중요성에 대한 대중의 인식을 높이는 날
- 빈곤 퇴치를 포함한 지속가능 개발 목표 달성을 위한 연대 촉진 방법에 대한 토론을 장려하는 날
- 빈곤 퇴치를 위한 새로운 이니셔티브를 장려하는 행동의 날[3]